# كأس هولندا السياحية 2012
كأس هولندا السياحية 2012 هو سباق دراجات نارية أقيم بتاريخ 30 يونيو 2012 في حلبة أسن تي تي. كان الجولة السابعة من أصل 18 في سباق الجائزة الكبرى للدراجات النارية موسم 2012. فاز كيسي ستونر بفئة الموتو جي بي بينما جاء داني بيدروسا في المركز الثاني وحصل على المركز الثالث أندريا دوفيزيوسو. فاز بفئة الموتو 2 الإسباني مارك ماركيث بينما فاز بفئة الموتو 3 الإسباني مافريك فيناليس.

## وصلات خارجية
- الموقع الرسمي